# بني بوشداد (تالمبوط)
بني بوشداد هي إحدى مشيخات المملكة المغربية، تتبع جغرافيا لإقليم شفشاون وإداريًا لتالمبوط. يقدر عدد سكانها بـ 3316 نسمة حسب الإحصاء الرسمي للسكان والسكنى لسنة 2004.